# Rifugio del Pla de les Pedres
Il rifugio del Pla de les Pedres è un rifugio alpino che si trova nella Parrocchia di Encamp a 2.150 m d'altezza.

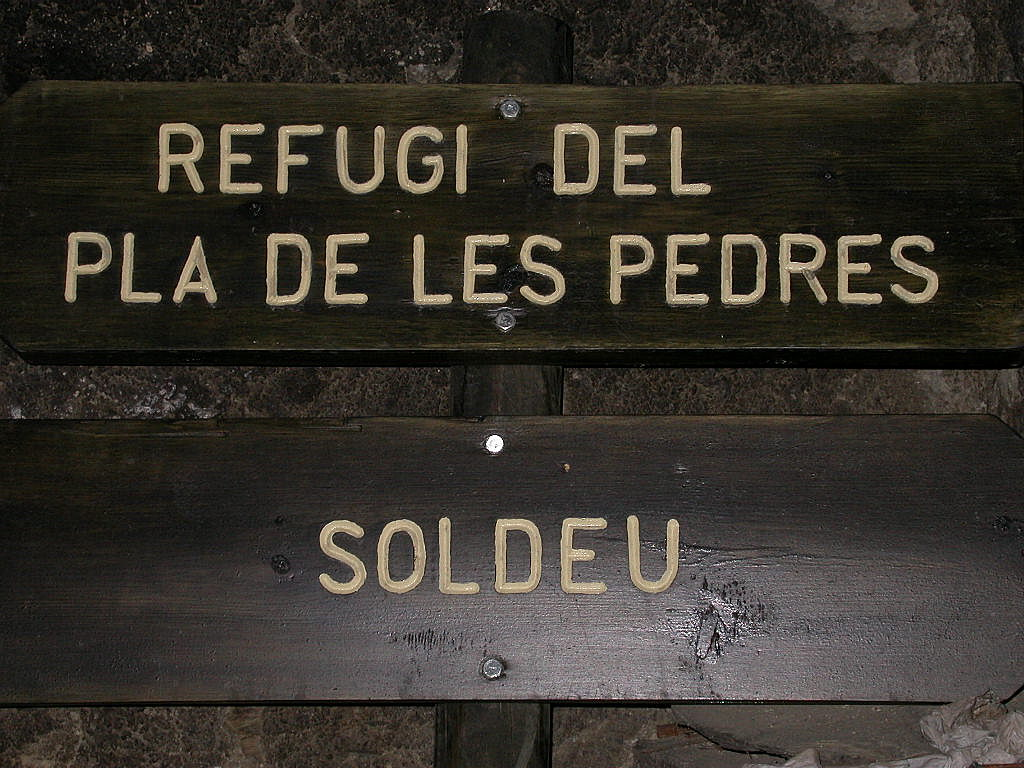
Placca all'esterno del rifugio.